# Корнадо

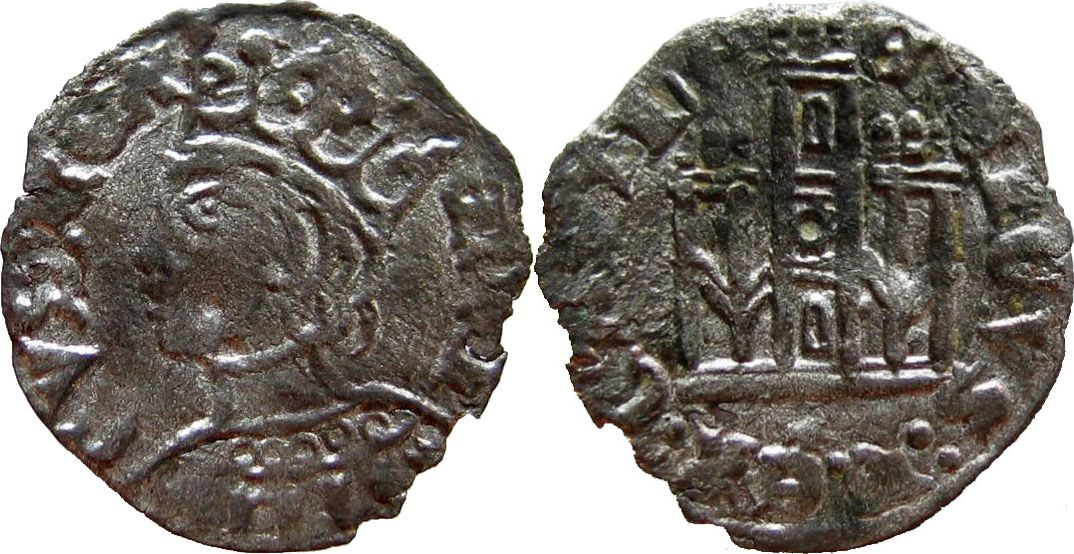
Корнадо Енріке II (1366-1379)., викарбуваний у Толедо (18 мм, 0.9 гр)

Корнадо — загальна назва кастильських монет, що карбувались з міді або білону (сплаву срібла та міді) від часів Санчо IV (1284—1295) до їх скасвання в результаті монетної реформи католицьких королів (кінець XV століття). В Наваррі карбування корнадо тривало принаймні до XVIII століття.
Назва корнадо походить від зображеного на аверсі монети профіля голови в короні.
У 1286 році десять корнадо були еквівалентні одному золотому мараведі, а вісім корнадо — одному срібному суельдо. З часом вміст срібла зменшувався, аж допоки монета не стала повністю мідною. Це призвело до появи іспанського прислів'я «no vale un cornado», еквівалентного українському вислову «не вартий ламаного гроша» або англійському «не вартий фартинга».

## Див. також

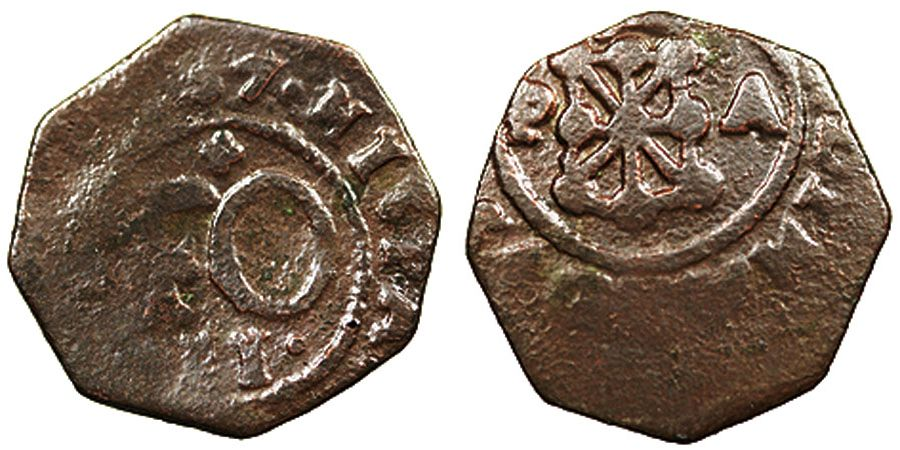
Наваррський корнадо, викарбуваний у 1757 році, під час правління Фернандо VI